# François Dunoyer
François Dunoyer (ur. 27 września 1946 w Saint-Léonard-de-Noblat) – francuski aktor teatralny, filmowy i telewizyjny, najlepiej znany z serialu Nowe przygody Arsène'a Lupin (Les Nouveaux Exploits d'Arsène Lupin) jako Arsène Lupin.
Występował w sztuce szekspirowskiej Ryszard II (1970) w Théâtre du Gymnase w Marsylii i Théâtre national de l'Odéon w Paryżu i spektaklu Christophera Marlowe Masakra Paryża (Le Massacre à Paris, 1972) w reż. Patrice'a Chéreau w Théâtre National Populaire w Villeurbanne.
Debiutował na dużym ekranie w dramacie Francuscy kalwiniści (Les camisards, 1972).

## Wybrana filmografia

### Filmy fabularne
- 1975: Złota msza (La Messe dorée) jako Piero
- 1986: Rażące pożądanie (Flagrant désir) jako Vittorio
- 1987: W imię przyjaźni (Le Solitaire) jako René Pignon
- 1988: Przy pełnej niewinności (En toute innocence) jako Thomas
- 1999: Bądźcie znowu razem (Cuando vuelvas a mi lado) jako Santos
- 2000: Życie jako śmiertelna choroba przenoszona drogą płciową jako starszy lekarz w Paryżu

### Seriale TV
- 1989-90: Powrót Arsène’a Lupin (Le Retour d'Arsène Lupin) jako Arsène Lupin
- 1995-96: Nowe przygody Arsène'a Lupin (Les Nouveaux Exploits d'Arsène Lupin) jako Arsène Lupin
- 2001: Komisarz Moulin (Commissaire Moulin) jako Staub
- 2007: Przepowiednia z Awinionu (La Prophétie d'Avignon) jako Jean Esperanza